# ザ・メッセージ (2018年の映画)
『ザ・メッセージ』（I Still See You）は2018年のアメリカ合衆国のサスペンス映画。監督はスコット・スピアー、主演はベラ・ソーンが務めた。本作はダニエル・ウォーターズが2012年に上梓した小説『Break My Heart 1000 Times』を原作としている。
なお、日本では一般劇場公開されなかったが、2020年3月にkino festivalで『アイ・スティル・シー・ユー』のタイトルで上映されたことがある。

## ストーリー
シカゴ。マーティン・スタイナー博士の研究所が大爆発を起こし、何百万人もの人々が命を落とした。その事故以降、犠牲者の霊魂が世界のあちこちに出没し始める。現れる→特定の行動をする→消えるのサイクルを繰り返す彼/彼女らを、世間の人々は「残存者」と呼ぶようになる。
爆発事故から10年後、高校生のロニーはブライアンと名乗る霊魂が消滅の前に「逃げろ」という文字を鏡に書き残すのを気味悪く思っていた。ある日、ロニーは高校のビットナー先生にブライアンについて相談したが、「何も心配する必要はない」と一蹴されてしまう。途方に暮れるロニーだったが、新しくやって来た転校生のカークが「残存者」に並々ならぬ関心を抱いていることを知る。ロニーはカークの協力を得てブライアンの素性を調査し始めたが、その調査の末に、2人は「残存者」にまつわる恐ろしい真実を知ってしまう。

## キャスト
- ヴェロニカ・カルダー（ロニー）: ベラ・ソーン
  - 子供時代のヴェロニカ・カルダー: ゾーイ・フィッシュ
- カーク・レーン: リチャード・ハーモン（英語版）
- オーガスト・ビットナー: ダーモット・マローニー
- アンナ・カルダー: エイミー・プライス＝フランシス
- ロバート・カルダー: ショーン・ベンソン（英語版）
- マーティン・スタイナー博士: ルイス・ハーサム（英語版）
- ブライアン: トーマス・エルムズ（英語版）
- ジャニーン: サラ・トンプソン
- マシスン: ヒュー・ディロン（英語版）
- グリア牧師: マリナ・スティーヴンソン・カー
- カークの父親: ダーシー・フェール（英語版）

## 製作・音楽
2015年4月27日、小説『Break My Heart 1,000 Times』の映画化が進められており、スコット・スピアーが監督に、ヘイリー・スタインフェルドが主演に起用される見込みだと報じられたが、結局、スタインフェルドが本作に出演することはなかった。2016年7月、ベラ・ソーンの出演が決まった。2017年3月18日、本作の主要撮影が始まった。20日、ダーモット・マローニーとリチャード・ハーモンの起用が発表された。8月14日、ベアー・マクレアリーが本作で使用される楽曲を手掛けるとの報道があった。2018年10月12日、スパークス&シャドーズが本作のサウンドトラックを発売した。

## マーケティング・興行収入
2018年6月、ライオンズゲートが本作の全米配給権を購入した。7月3日、ベラ・ソーンが自身のTwitterで本作の劇中映像を公開した。18日、本作のオフィシャル・トレイラーが公開された。10月12日、本作は全米10館で限定公開され、公開初週末に815ドル（1館当たり81ドル）を稼ぎ出し、週末興行収入ランキング初登場98位となった。

## 評価
本作は批評家から酷評されている。映画批評集積サイトのRotten Tomatoesには13件のレビューがあり、批評家支持率は8%、平均点は10点満点で4.1点となっている。また、Metacriticには7件のレビューがあり、加重平均値は31/100となっている。